# 羅克斯普林斯 (新墨西哥州)
羅克斯普林斯（英語：Rock Springs）是位於美國新墨西哥州麥金萊縣的普查規定居民點。

## 人口
根據2020年美國人口普查的數據，羅克斯普林斯的面積為32.60平方千米，皆為陸地。當地共有人口807人，而人口密度為每平方千米24.75人。